# Multipele endocriene neoplasie type 1
Multipele Endocriene Neoplasie type 1 (MEN-1, ook bekend als het Wermer-syndroom) is een van de aandoeningen die het endocrien systeem aantast door de ontwikkeling van neoplastische laesies in de hypofyse, de bijschildklier en de pancreas. Personen die aan deze stoornis lijden, zijn vatbaar voor de ontwikkeling van meerdere endocriene en niet-endocriene tumoren. MEN-1 werd voor het eerst beschreven door Paul Wermer in 1954 en komt voor bij 1 op de 30.000 mensen.

## Tekenen en symptomen

### Bijschildklier
Hyperparathyreoïdie komt voor bij meer dan 90% van de patiënten. Asymptomatische hypercalciëmie is de meest voorkomende manifestatie: ongeveer 25% van de patiënten vertoont tekenen van nefrolithiasis of nefrocalcinose. In tegenstelling tot sporadische gevallen van hyperparathyreoïdie komen diffuse hyperplasie of multipele adenomen vaker voor dan solitaire adenomen.

### Alvleesklier
Tumoren in de Eilandjes van Langerhans zijn tegenwoordig de belangrijkste doodsoorzaak bij mensen met MEN-1. Tumoren komen voor bij 60-80% van de personen met MEN-1 en zijn meestal multicentrisch. Er ontstaan vaak meerdere adenomen of diffuse hyperplasie van eilandcellen. Ongeveer 30% van de tumoren is kwaadaardig en heeft lokale of verre metastasen. Ongeveer 10-15% van de eilandceltumoren ontstaat uit een β-cel, scheidt insuline af (insulinoom) en kan hypoglykemie tijdens vasten veroorzaken. β-celtumoren komen vaker voor bij patiënten jonger dan 40 jaar.

### Hypofyse
Tumoren in de hypofyse komen voor bij 15 tot 42% van de MEN 1-patiënten. 25 tot 90% zijn prolactinomen. Ongeveer 25% van de hypofysetumoren scheidt groeihormoon en/of prolactine af. Een teveel aan prolactine kan galactorroe veroorzaken, en een teveel aan groeihormoon veroorzaakt acromegalie die klinisch niet te onderscheiden is van sporadisch optredende acromegalie. Ongeveer 3% van de tumoren scheidt corticotropine af, wat leidt tot het syndroom van Cushing. Het merendeel van de overige onderdelen is niet functioneel. Lokale tumoruitbreiding kan visuele stoornissen, hoofdpijn en hypopituïtarisme veroorzaken. Hypofysetumoren bij MEN 1-patiënten lijken groter te zijn en gedragen zich agressiever dan sporadische hypofysetumoren.

### Andere manifestaties
Bijnieradenomen komen af en toe voor bij MEN 1-patiënten. De hormoonafgifte verandert hierdoor zelden en de betekenis van deze afwijkingen is onzeker. Carcinoïde tumoren, met name die welke afkomstig zijn van de embryonale voordarm (longen, thymus), komen in sommige gevallen voor. Er kunnen ook meerdere subcutane en viscerale lipomen, angiofibromen en collagenomen voorkomen.

## Genetisch
Mensen met multipele endocriene neoplasie type 1 worden geboren met één gemuteerde kopie van het MEN1 -gen in elke cel. Vervolgens muteert gedurende hun leven het andere exemplaar van het gen in een klein aantal cellen. Deze genetische veranderingen zorgen ervoor dat er in bepaalde cellen geen functionele kopieën van het MEN1 -gen meer aanwezig zijn. Hierdoor kunnen de cellen zich ongecontroleerd delen en tumoren vormen. Dit staat bekend als de twee-treffer-hypothese van Knudson en is een veelvoorkomend kenmerk dat wordt gezien bij erfelijke defecten in tumorsuppressorgenen. Oncogenen kunnen neoplastisch worden door slechts één activerende mutatie, maar tumorsuppressoren die zowel van de moeder als van de vader worden geërfd, moeten beschadigd worden voordat ze hun effectiviteit verliezen. De uitzondering op de ‘twee-treffer-hypothese’ doet zich voor wanneer suppressorgenen een dosis-respons vertonen. De exacte functie van MEN1 en het door dit gen geproduceerde eiwit menin is niet bekend, maar als we de erfelijkheidsregels van de ‘twee-treffer-hypothese’ volgen, dan duidt dat erop dat het als een tumorsuppressor werkt.

## Diagnose
Bij een diagnostisch onderzoek wordt aan personen met een combinatie van endocriene neoplasieën die wijzen op het MEN1-syndroom aanbevolen een mutatieanalyse van het MEN1-gen te ondergaan als er voldoende aan aanvullende diagnostische criteria wordt voldaan, waaronder voornamelijk:
- leeftijd <40 jaar
- positieve familiegeschiedenis, inclusief een eerstegraads verwantdie het MEN1-gen blijkt te hebben.[2]
- multifocale of recidiverende neoplasie
- twee of meer orgaansystemen aangetast

## Behandeling
De behandeling voor bijschildkliertumoren is open bilaterale operatie met driekwarts of totale parathyroïdectomie. Het optimale tijdstip voor deze operatie is nog niet vastgesteld, maar deze moet worden uitgevoerd door een ervaren endocriene chirurg. De behandeling die Joseph Shepherd in 1997-2001 ontdekte, biedt geen genezing maar verlengt wel de levensverwachting. De behandeling vereist frequente controle van de patient.
Endocriene pancreastumoren worden behandeld met een operatie en in geval van kwaadaardige aandoeningen met cytotoxische medicijnen.
Hypofysetumoren worden behandeld met een operatie (acromegalie en syndroom van Cushing) of medicijnen (prolactinomen).